# 臨津江

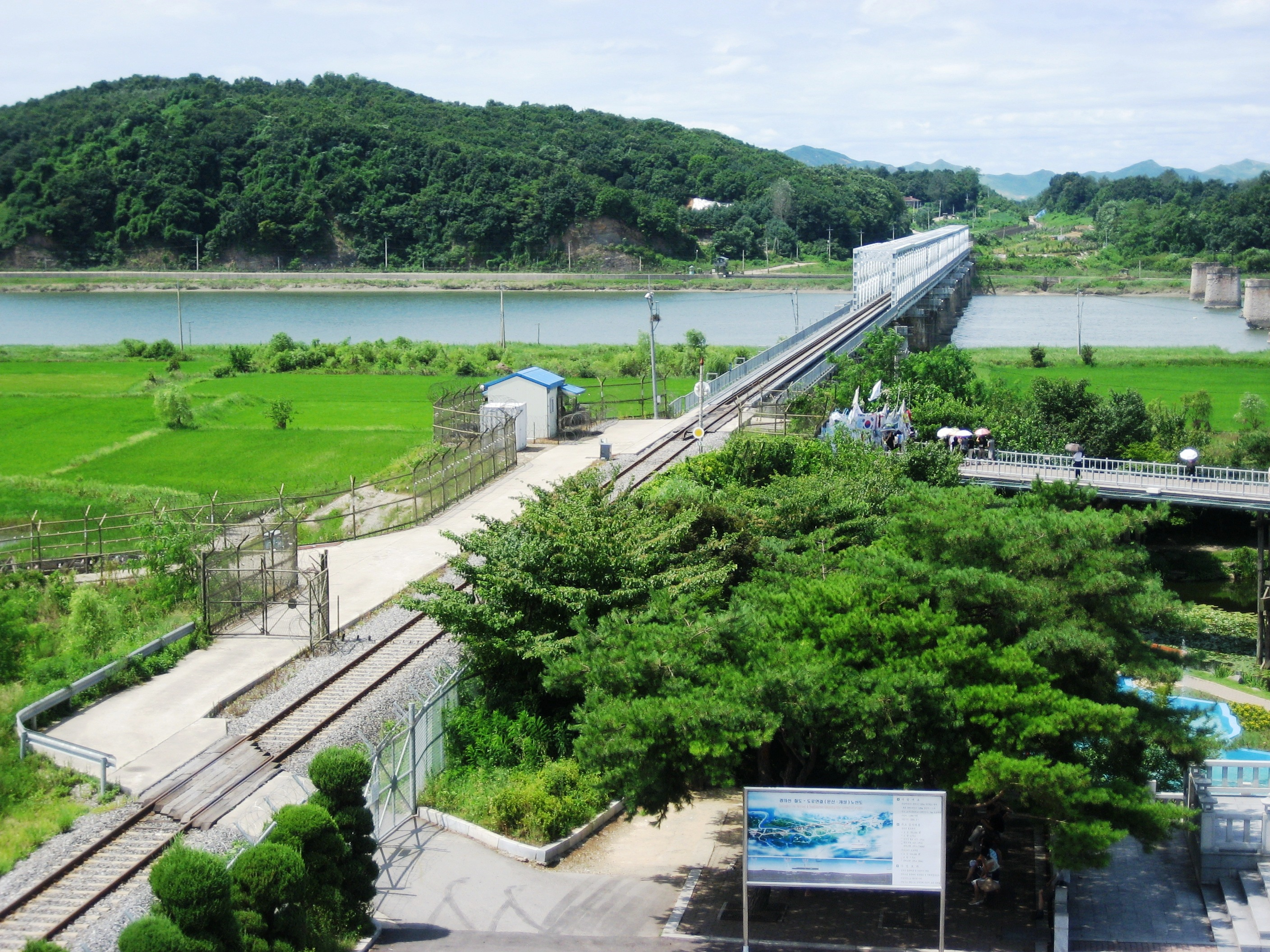
橫跨臨津江的京義線

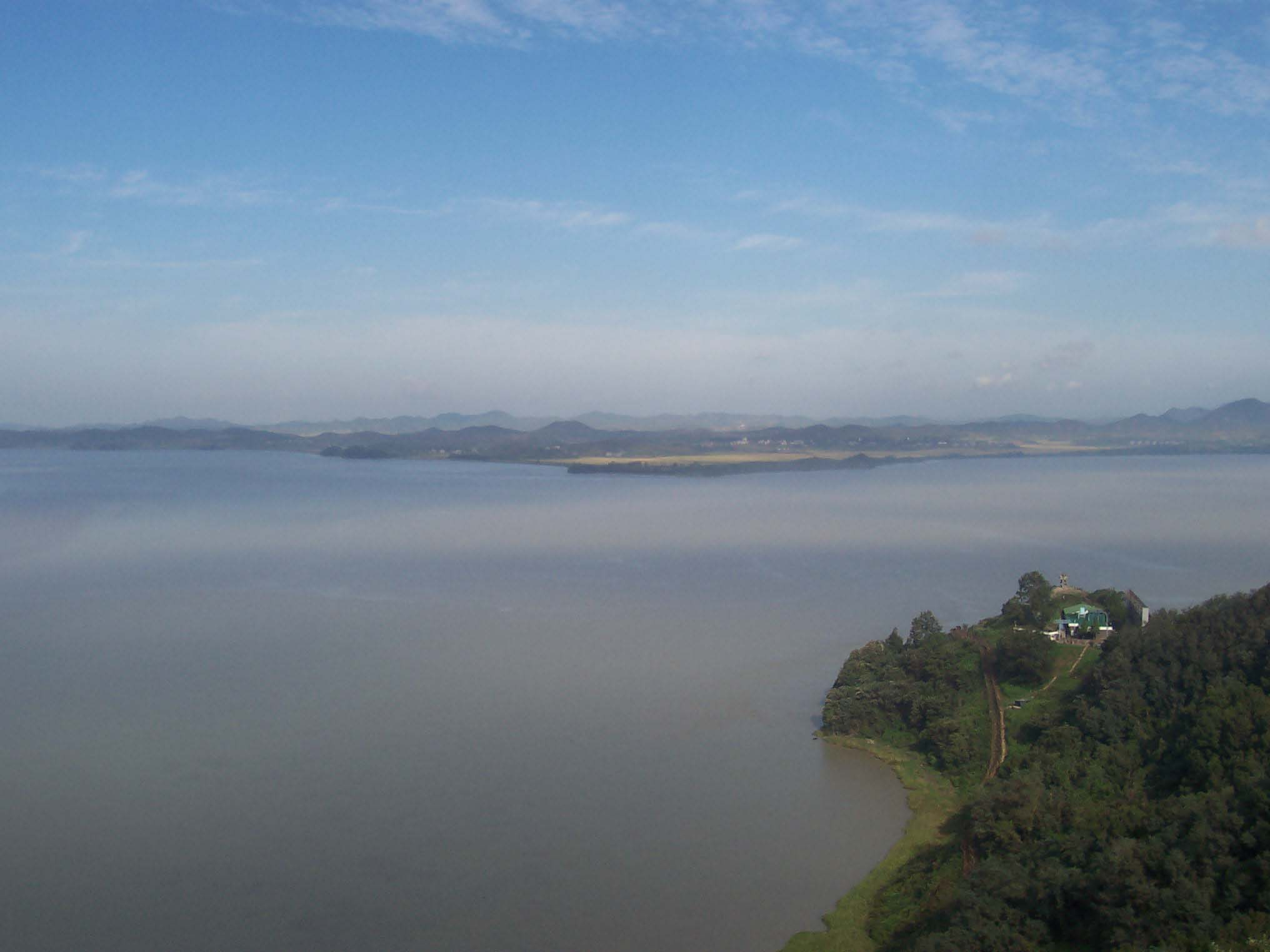
临津江与汉江交汇处

臨津江（朝鲜语：／ Rimjingang */?，韩语：／ Imjingang */?），是一條朝鮮半島的河流，位於三八線之間，分屬朝鮮與韓國兩國，下游匯流至漢江入海口，隨後注入黃海。

## 歷史
歷史上臨津江曾經發生兩次重要戰爭，分別是1592年爆發的萬曆朝鮮戰爭及1951年的韓戰。

## 地理
河口和漢江交匯。